# Mihail Titow
Mihail Titow (ur. 18 października 1997 w Aszchabadzie) – turkmeński piłkarz grający na pozycji napastnika. Od 2017 roku jest zawodnikiem klubu Altyn Asyr Aszchabad.

## Kariera piłkarska
Swoją karierę piłkarską Titow rozpoczął w klubie Balkan Balkanabat, w którym w 2016 roku zadebiutował w pierwszej lidze turkmeńskiej. W tamtym roku wywalczył z nim wicemistrzostwo kraju.
W 2017 roku Titow przeszedł do Altyn Asyr Aszchabad. W latach 2017–2018 dwukrotnie z rzędu wywalczył tytuł mistrza Turkmenistanu.

## Kariera reprezentacyjna
W reprezentacji Turkmenistanu Titow zadebiutował 9 stycznia 2019 w przegranym 2:3 meczu Pucharu Azji 2019 z Japonią.